# Отто Бекер (вершник)
Отто Бекер (нім. Otto Becker, 3 грудня 1958) — німецький вершник.
Олімпійський чемпіон 2000 року в командному конкурі, бронзовий призер 2004 року в командному конкурі.
Срібний призер Всесвітніх ігор з кінного спорту 1990 року.